# Szent Antal-bazilika (Padova)

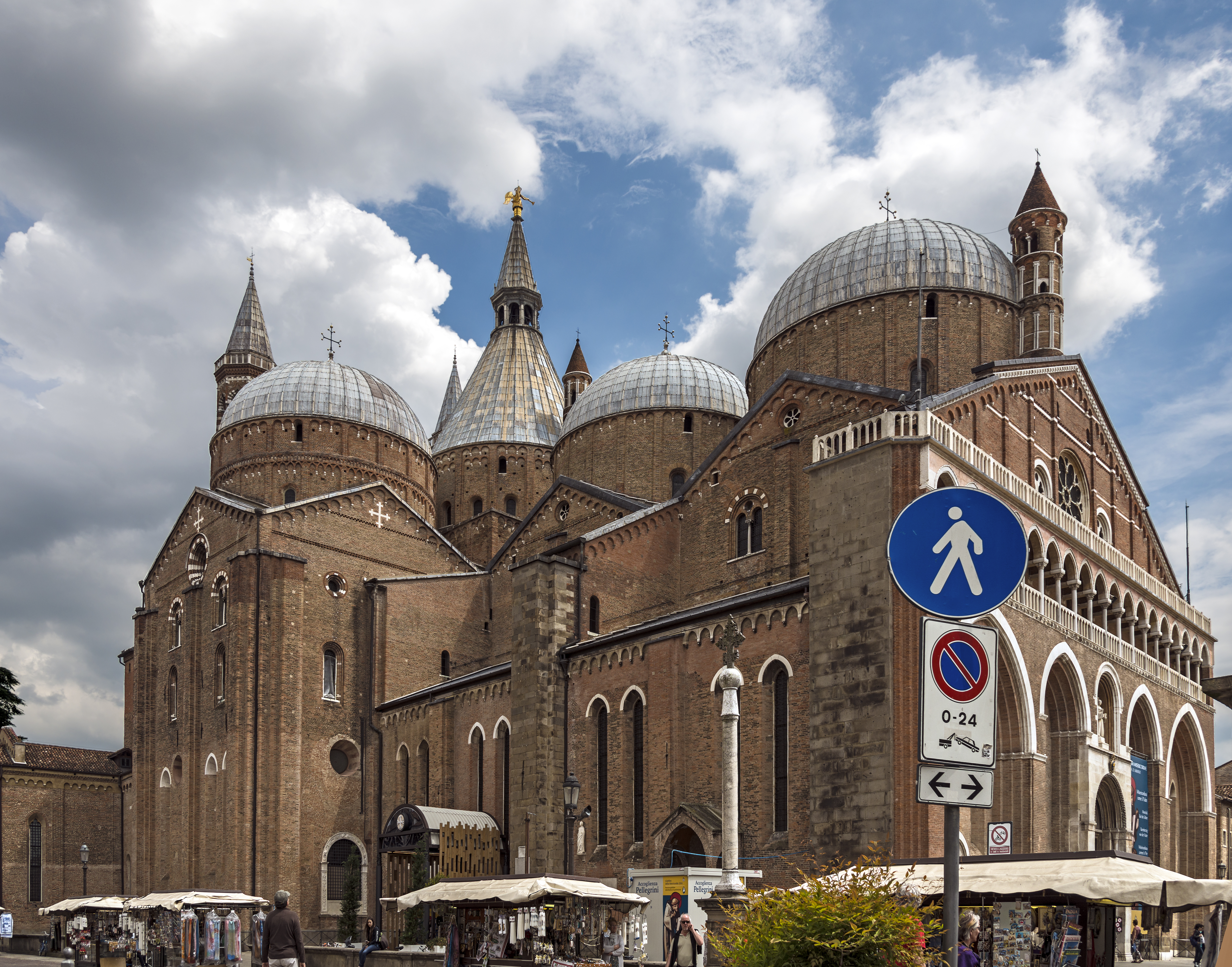
Északi homlokzata

A padovai Szent Antal-bazilika (olaszul: Basilica di Sant'Antonio, regionálisan gyakran csak Basilica del Santo vagy egyszerűen il Santo) Olaszország egyik leghíresebb és leglátogatottabb szentélye, évente 6,5 millió zarándokával világ nyolc leglátogatottabb templomának egyike. Pápai bazilika és kisebb bazilika rangban van. Ez az első nagy, boltíves templomépület a kontinensen, amely 1232 és 1310 körül épült román és gótikus stíluselemekkel Páduai Szent Antal († 1231, Arcella, ma Padova része) sírjának és ereklyéinek ad otthont.

## Története
Szent Antal idejében a mai templom helyén egy kis kápolna állt, amelyet Maria Mater Domininak szenteltek, és az ő kívánsága szerint ez lett az eredeti temetkezési helye. A kápolna mellett 1229-ben kolostor épült, amelyet valószínűleg ő maga alapított. A bazilika első részének alapkövét 1232-ben, nem sokkal a szent halála után tették le, hogy megfelelő temetkezési templomot építsenek számára. Kezdetben egy kis egyhajós, rövid apszisú ferences templom épült itt, s csak később építették hozzá a két mellékfolyosót, a számos oldalkápolnát, kupolát és tornyot. Az eredeti kápolnát beépítették a bazilikába a jelenlegi Fekete Madonna-kápolna helyén a bal kereszthajóban. A kórus 1310 körül készült el, maga a templomépület azután. 1690-től 1737-ig a kupolával koronázott kincses kápolna(olaszul: Cappella del Tesoro) került a kórus élére Filippo Parodi tervei szerint. A 19. században a templomot restaurálták, a barokk berendezési tárgyakat eltávolították.

## Homlokzata és építészete
A bazilika 118 m hosszú és 32,5 m széles, a rövid kereszthajó 55 m széles. Legnagyobb belmagassága 38,5 m. A templom háromhajós, keleten sokszögű kórussal, szentélykörüljáróval és apsziskápolnával rendelkezik. A főhajó és a széles kereszthajó az olasz koldulórendek jellegzetes építészeti stílusát idézi. Az ambuláns kórus, a kápolna koszorúja (hasonlóan a bolognai San Francescóhoz) és a kereszthajóba illesztett köztes öböl francia eredetű.
A 37 m magas és 28 m széles homlokzata a templom legrégebbi része, a velencei-bizánci, a lombard-román és a gótikus elemeket ötvözi. Vörös téglából épült oromfal román-lombard íves fríz. Az alsó homlokzaton öt vakárkád gótikus csúcsívekkel és pilasztercsíkokkal támasztja alá a román kori törpegalériát, a homlokzat felénél nyitott korláttal. Árkádjaik késő román és bizánci oszlopfőkön nyugszanak. E fölött két bifória között gótikus rózsaablak díszíti az oromzatot, amelyet harangtorony koronáz meg. A bronzajtókat Camillo Boito készítette 1895-ben. A főbejárat feletti lunettában Szent Antal és Sienai Szent Bernardin látható Krisztus monogramjával, Andrea Mantegna 1452-es festményének másolata, amelynek eredetije a Museo Antoniano di Arte Sacrában látható. Fent található a puydarrieux-i Rinaldin eredeti Szent Antal-szobra is a 14. századból.
A közeli velencei Szent Márk-bazilika ötkupolás rendszeréhez hasonló nyolc kupola, a két karcsú, hatszögletű és 68. m magas harangtorony és két minaret-szerű torony a bizánci építészeti stílus jellemző vonásai. A négyezet feletti kúpos kupolán egy angyal 72 m magasságban trónol. A főoltár oldalain további két rózsaablak világítja meg a templom belsejét.

## Belső tere

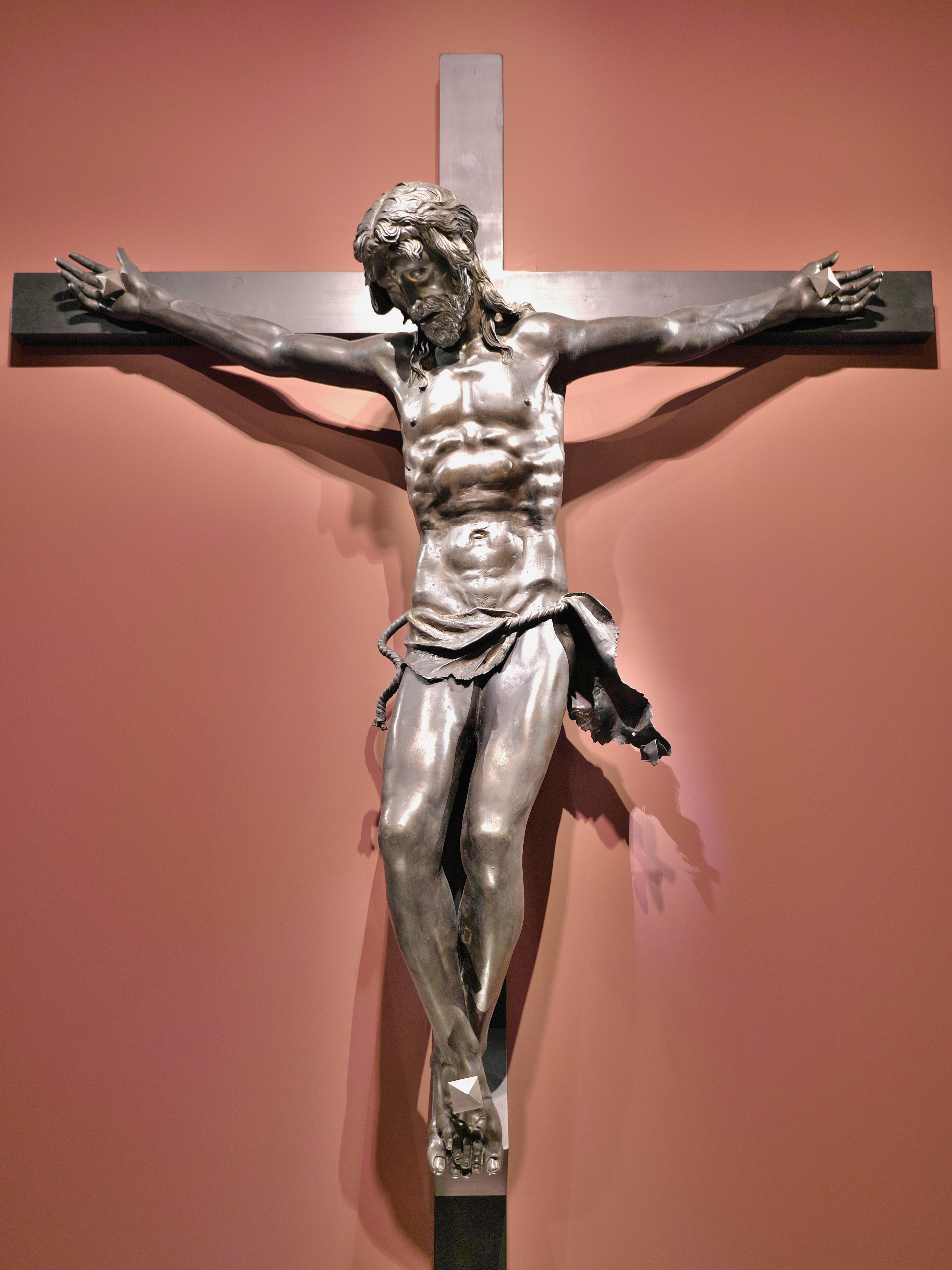
Donatello Feszülete egy időszaki múzeumi kiállításon

A bazilika belsejében gótikus és román stílusú elemek válogatják egymást. Donatello munkái dominálnak a szentélyben. A szoborcsoport a bazilika leghíresebb műalkotása. A fennmaradó hét szobor és 21 dombormű jelenlegi elrendezése 1895-ből származik, amikor a mai főoltárt építették.
A bal oldalon egy bronz kandeláber áll 1515-ből. A szentélyt Donatello Feszülete (1444–1450) uralja. A bronzszobrok balról jobbra Toulouse-i Szent Lajos, Páduai Szent Jusztinát, Assisi Szent Ferencet, a Madonnát és Gyermekét, Páduai Szent Antalt, Padovai Szent Dánielt (Padova védőszentje) és Szent Proszdokimoszt ábrázolják.
Az alsó oltáron középen a Fájdalmas Emberfia domborműve látható, jobbról és balról puttókkal körülvéve. Négy domborműben az evangélisták szimbólumai láthatók, jobbra lent János apostol sasával. Szent Antal csodáit négy dombormű is ábrázolja: A rögzített láb csodája (bal első), A fösvény szíve (bal első), Az újszülött csodája, amely anyja ártatlanságáról tanúskodik és a szamár, amely ehelyütt letérdelt a házigazda előtt, hogy egyen (mindkettő az oltár hátulján). Az oltár hátoldalán Krisztus sírjának kődomborműve is látható.
A bazilikára jellemző a sok síremlék és mellékkápolna, amelyeket egyes nemesek, tudósok és egyházi fejedelmek tiszteletére emeltek, különösen a 15. és 17. század között.
A jobb oldali Szentség-kápolna 1457-ben épült gótikus stílusban, hogy otthont adjon Gattamelata sírjának, aki a 15. századi condottierók egyike volt, és családtagjainak. A bronz tabernákulum Girolamo Campagna munkája. Szarkofágja és fia, Giannantonio († 1456; jobbra) szarkofágja emelkedik ki a falak közül. 1651-ben a kápolnát szentségi kápolnává alakították át. A jelenlegi gazdag díszítés az 1927–36-os évekből származik.
A jobb oldali kereszthajóban figyelemre méltó Szent Jakab-kápolna építészete és pompás freskói révén a 14. század egyik fő alkotása Olaszországban. I. Félix pápa ereklyéinek átvétele után 1503-ban Félix-kápolnának nevezték el. 1377 és 1379 között Altichiero da Zevio és Avanza bolognai festők festették ki. A Keresztrefeszítés csoportja mellett Altichiero da Zevio egyik fő műve, a Szent Jakab apostolnak, Spanyolország védőszentjének története, akinek szentélye Santiago de Compostelában van. A kápolna elegáns, gótikus tervei Velence akkori legnagyobb építész-szobrászától, Andriolo de Santitól származnak.
A főoltár mögött található a „Kincses kápolna” (1691). A „kincs” a szent ereklyéiből áll, mint például a nyelve, amelyet az első sír 1263-as megnyitásakor épségben találtak. Az ereklyetartó firenzei alkotás aranyozott ezüstből (1434–1436). Egy másik ereklyetartóban 1349-ből alsó állkapcsa, egy harmadikban hangképző szervei láthatók.
A bal oldali kereszthajóban látható az eredeti kolostortemplom, amelyet ma Fekete Madonna-kápolnának (Cappella della Madonna mora) hívnak. Minden bizonnyal itt imádkozott Szent Antal, és kívánsága szerint itt temették el először. Ma a szomszédos sírkápolnában nyugszik. 1500 körül kezdték és a 16. század végén fejezték be, de még mindig gótikus stílusban. A falakon kilenc 16. századi márványdombormű látható jjelenetekkel a Szent életéből és csodáiból, amelyet Tullio Lombardo, testvére Antonio, Girolamo Campagna, Jacopo Sansovino, Giovanni Maria Mosca és mások készítettek.

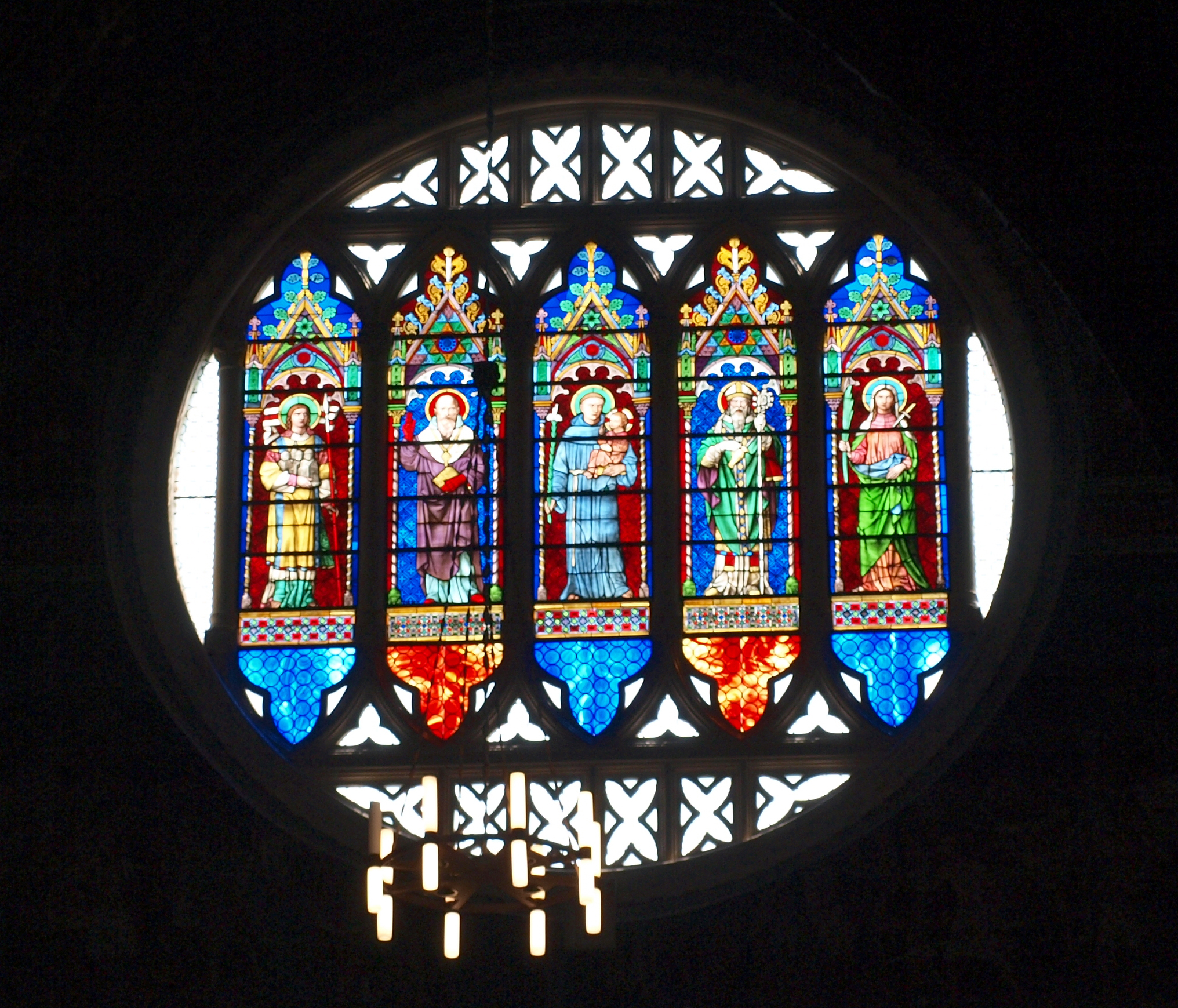
Szent Antal-ablak
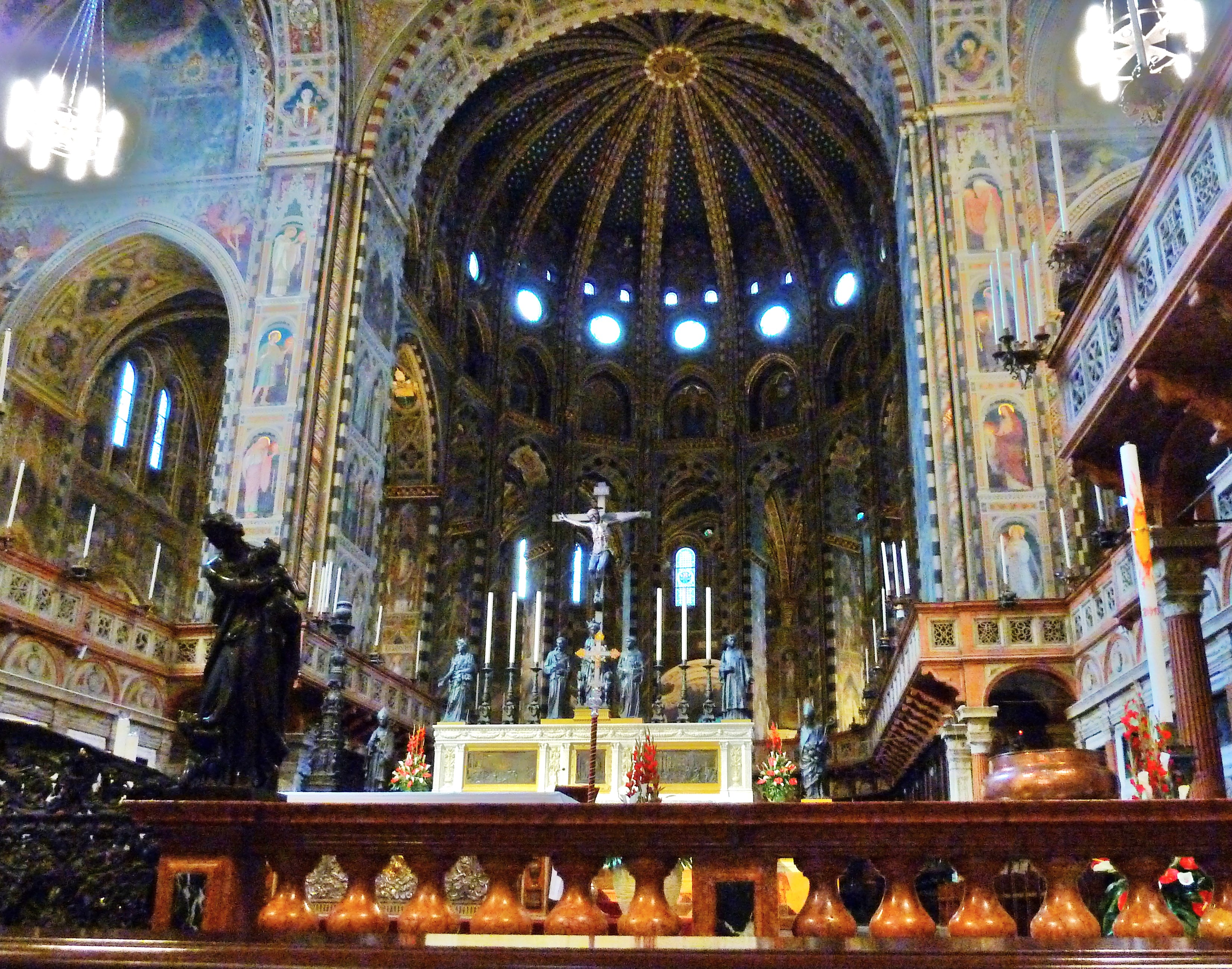
A presbitérium (szentély) és a főoltár
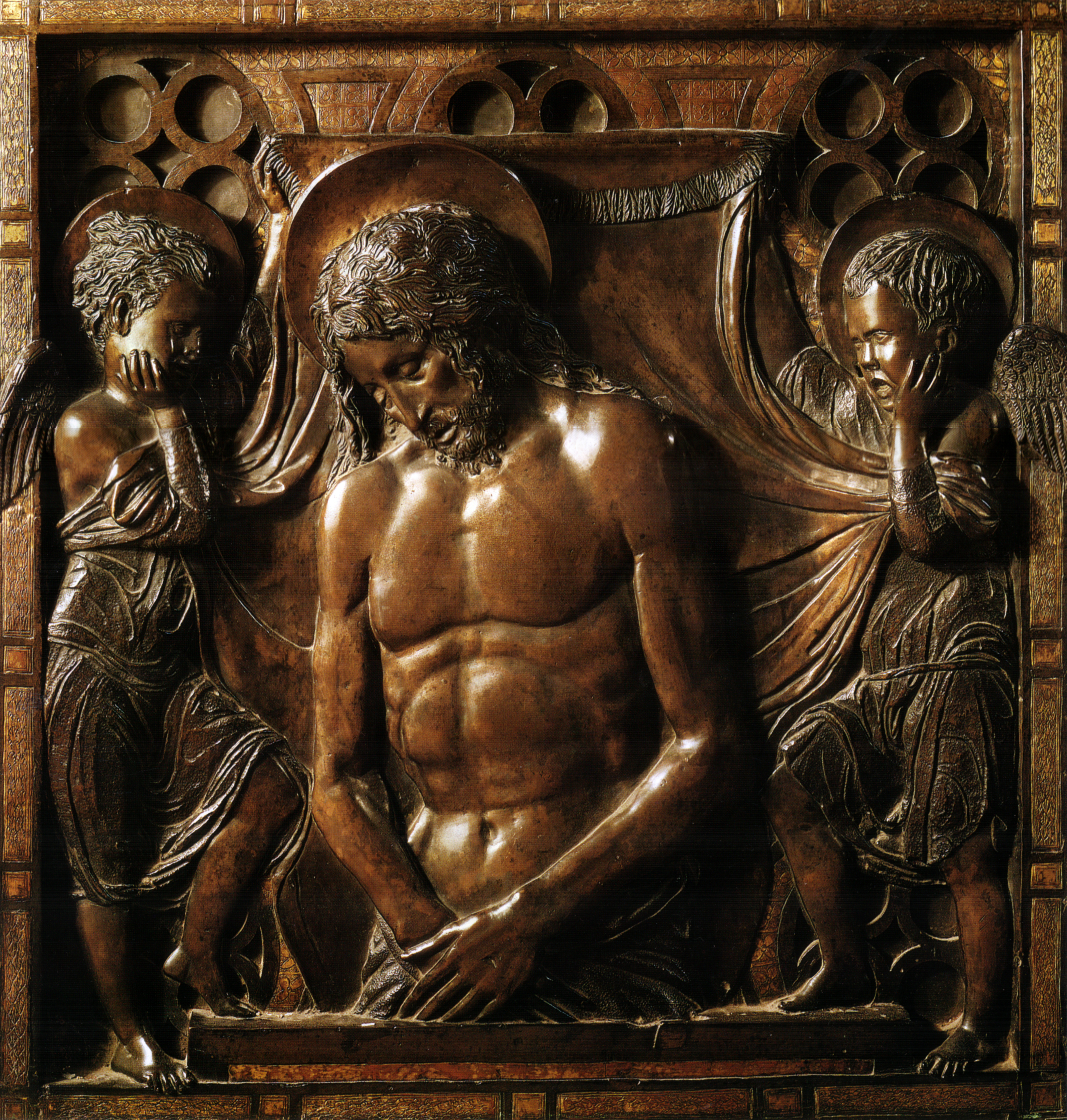
Donatello: Krisztus teste két angyal kezében, bronz dombormű
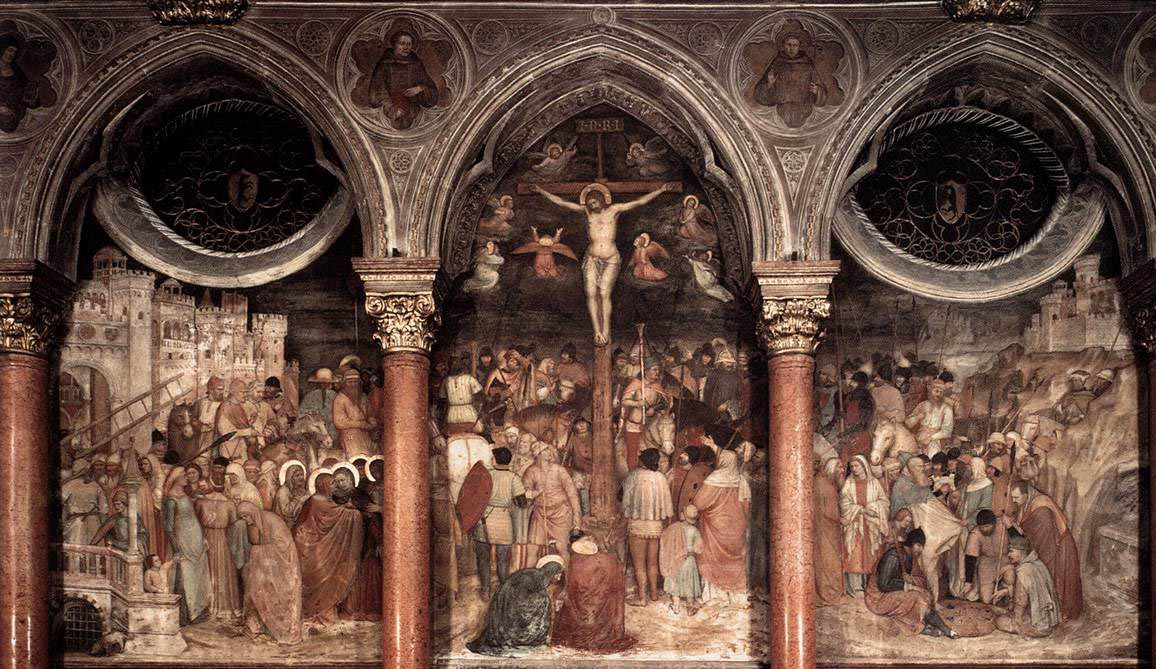
Altichiero da Zevio Keresztrefeszítés-csoportja a bazilikában
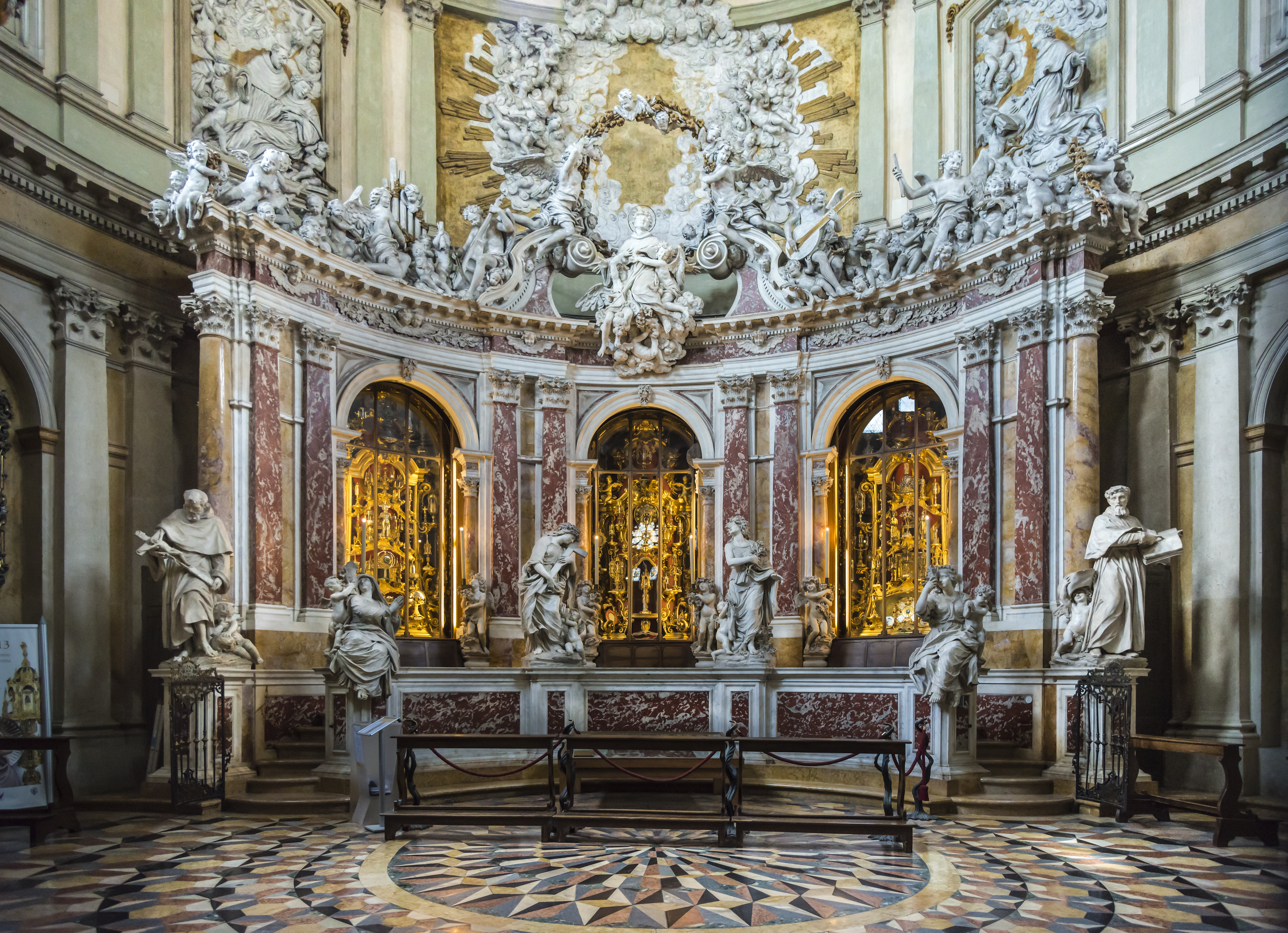
Ereklyekápolna
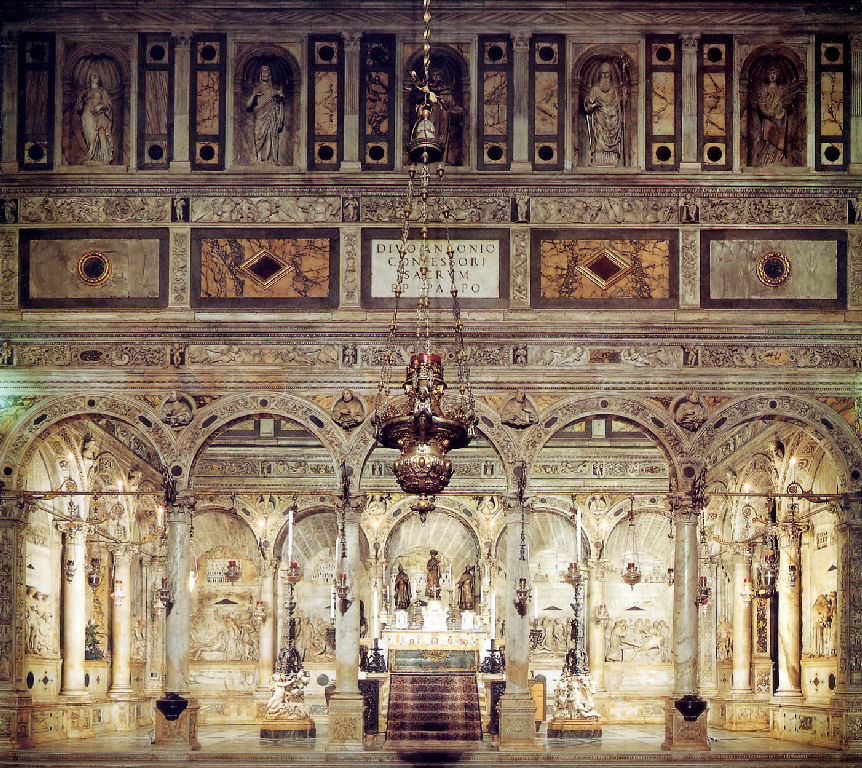
Szent Antal sírkápolnája
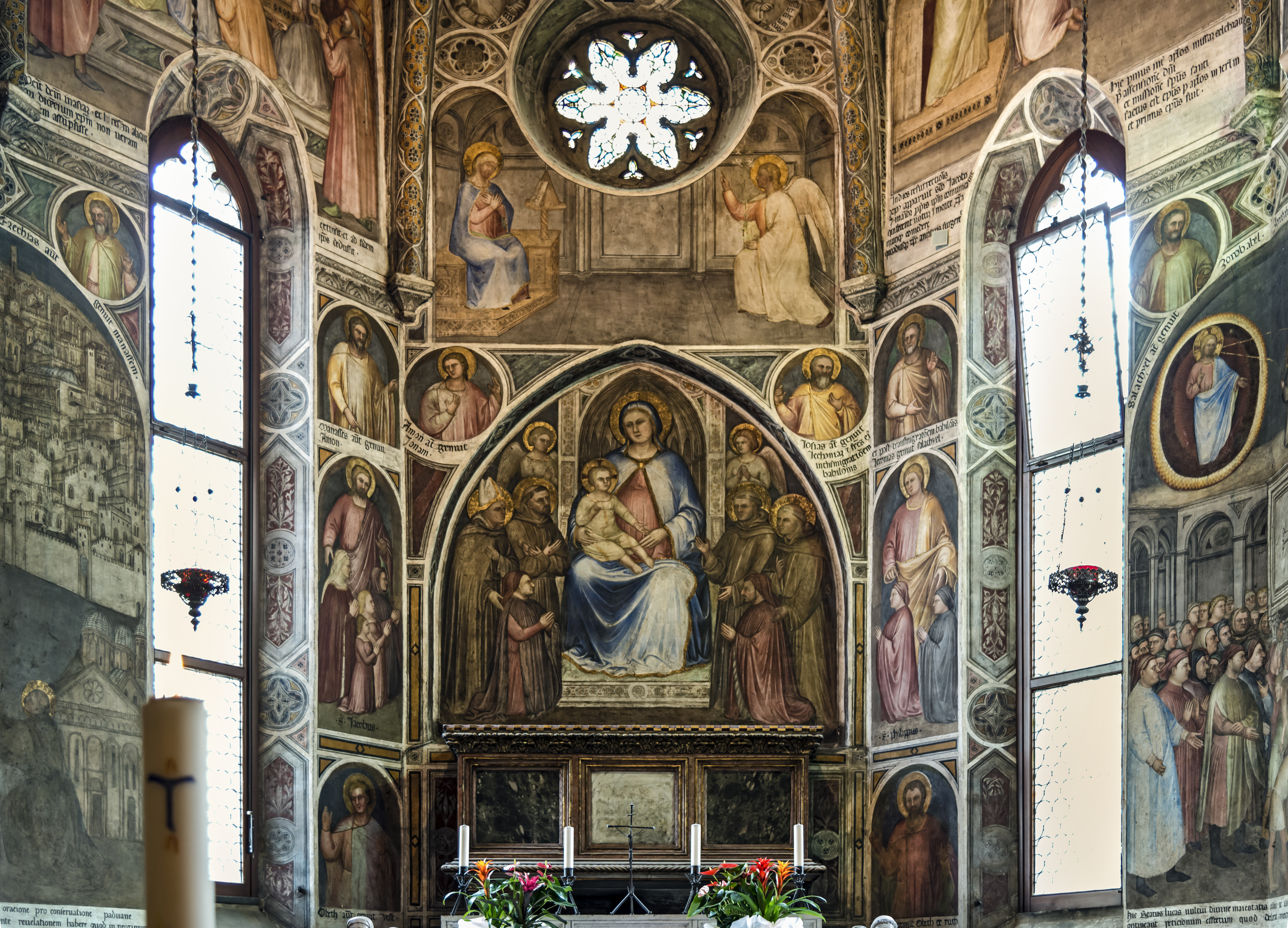
Cappella del beato Luca Belludi a freskók Giusto de' Menabuoitól valók

## Kolostorok

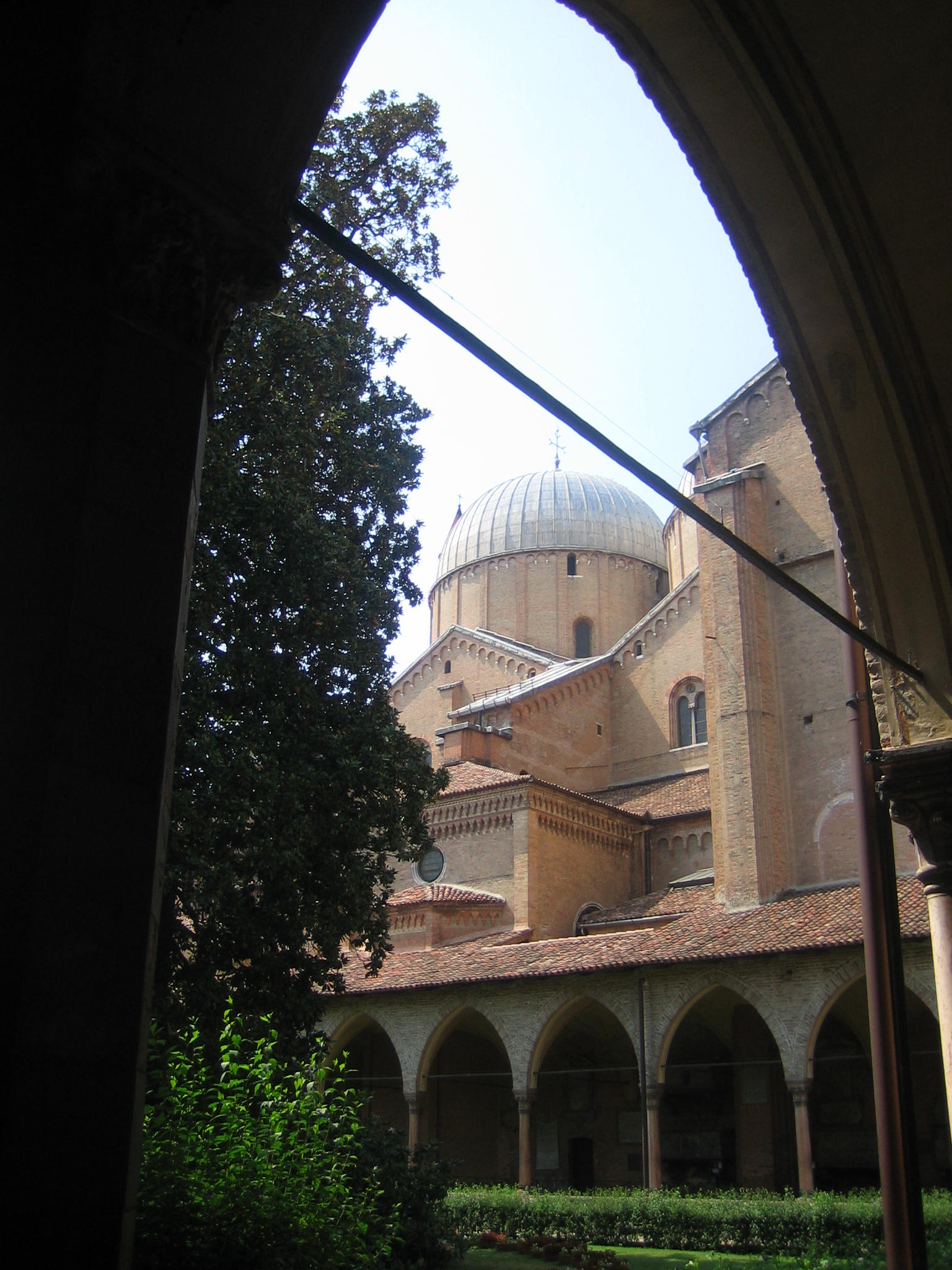
A Magnolia-kolostor

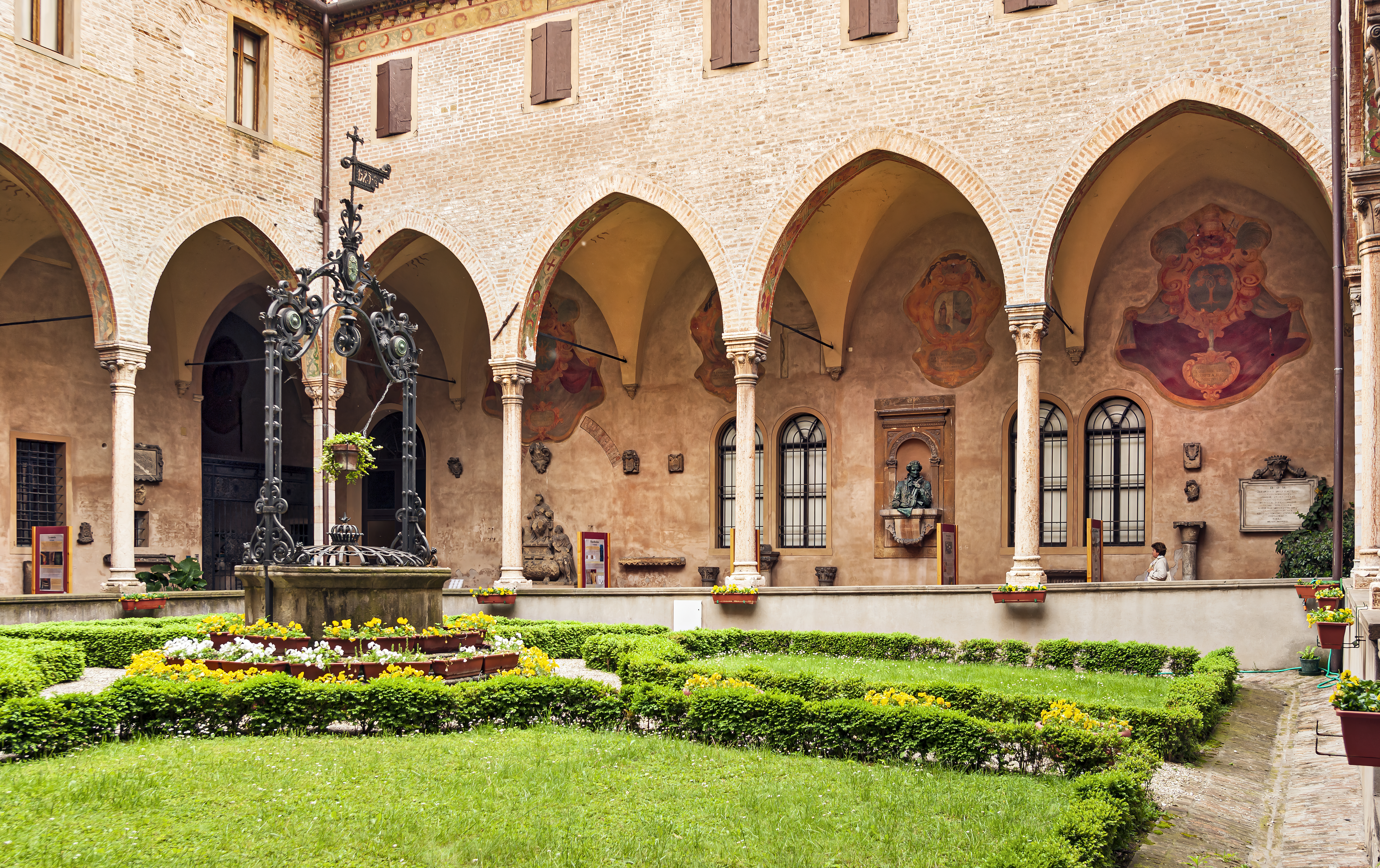
A noviciusok kolostora

A templomnak összesen öt kolostora van. Jelenlegi a noviciátusok kolostora rendszerint nem látogatható.
A többi kolostor közvetlenül a templom jobb oldali kijáratán keresztül érhető el. Először a Magnolia-kolostorral találkozunk, amely nevét a tér közepén található hatalmas Magnolia grandifloráról kapta (1810-ből származik). Architektúrája 1433 óta változatlan. A többi belső udvarhoz hasonlóan itt is találhatóak síremlékek, sérült freskók, szobrok, valamint ajándékbolt.
Ebből a szuvenírboltból elérhető a Generalis kolostor (1435). Nevét a főminiszter termeinek köszönheti, aki látogatásai során ebben az épületben tartózkodik. Innen elérhető Boldog Luca Belludi kolostora. Ez a legnagyobb és legnapvilágítottabb kolostor. 1496 és 1612 között épült, és a gótikus elemeket is ötvözi a reneszánsz elemekkel. Alig néhány éve kapták vissza a szerzetesek, miután a napóleoni megszállás óta az államhoz tartozott, és Padova állami archívumának, múzeumának és könyvtárának adott otthont.
A bazilika előtere egykor temetőként szolgált; Néhány síremlék ma is erről tanúskodik. Ma Condottiere Erasmus da Narni lovas szobra – a már említett Gattamelata – uralja. Ez a szobor Donatello bronzszobra 1453-ból. A római kor óta ez az első lovas szobor, amelyet Olaszországban öntöttek.

## Orgonája
A Szent Antal-bazilika orgonáját a Mascioni (Azzio, Va.) orgonaépítő cég építette 1929-ben. A hangszernek 59 regisztere, három manuálija és pedálja van.
| I Grande Organo C–c4 |                         |             |
| 1.                   | Principale              | 16′         |
| 2.                   | Principale I            | 8′          |
| 3.                   | Principale II           | 8′          |
| 4.                   | Dulciana                | 8′          |
| 5.                   | Salicionale             | 8′          |
| 6.                   | Gamba                   | 8′          |
| 7.                   | Fuvola                  | 8′          |
| 8.                   | Ottava                  | 4′          |
| 9.                   | Ottava II               | 4′          |
| 10.                  | Fuvola                  | 4′          |
| 11.                  | Quinta                  |             |
| 12.                  | Duodecima               | Tizenkettes |
| 13.                  | Decima V                | 2′          |
| 14.                  | Ripieno acuto           |             |
| 15.                  | Ripieno grave Telt mély |             |
| 16.                  | Fagott                  | 16′         |
| 17.                  | Trombita                | 8′          |
| 18.                  | Tuba                    | 8′          |
| 19.                  | Emberi hang             | 8′          |

| II Positivo C–c4 |                 |     |
| 20.              | Bordone         | 16′ |
| 21.              | Eufonio         | 8′  |
| 22.              | Principale      | 8′  |
| 23.              | Tenger hullámai | 8′  |
| 24.              | Bordone         | 8′  |
| 25.              | Gamba           | 8′  |
| 26.              | Fuvola          | 4′  |
| 27.              | Ottava          | 4′  |
| 28.              | Piccolo         | 2′  |
| 29.              | Kürt            |     |
| 30.              | Klarinét        | 8′  |

| III Recitativo C–c4 |                       |     |
| 31.                 | Contragamba           | 16′ |
| 32.                 | Kórus                 | 8′  |
| 33.                 | Bordone eco visszhang | 8′  |
| 34.                 | Principale            | 8′  |
| 35.                 | Gamba                 | 8′  |
| 36.                 | Fuvola                | 8′  |
| 37.                 | Bordone               | 8′  |
| 38.                 | Brácsa                | 8′  |
| 39.                 | Brácsakórus           | 8′  |
| 40.                 | Fuvola                | 4′  |
| 41.                 | Ottava                | 4′  |
| 42.                 | Brácsa                | 4′  |
| 43.                 | Nazardo               |     |
| 44.                 | Decima V              |     |
| 45.                 | Telt                  | 2′  |
| 46.                 | Oboa                  | 8′  |

| Pedale C–g1 |             |     |
| 47.         | Subbasso    | 32′ |
| 48.         | Contrabasso | 16′ |
| 49.         | Subbasso    | 16′ |
| 50.         | Violone     | 16′ |
| 51.         | Controgamba | 16′ |
| 52.         | Bordone     | 16′ |
| 53.         | Quinta      |     |
| 54.         | Oktáv       | 8′  |
| 55.         | Cselló      | 8′  |
| 56.         | Bordone     | 8′  |
| 57.         | Ottava      | 4′  |
| 58.         | Bombarda    | 16′ |
| 59.         | Trombita    | 8′  |

- Párosít
  - Normál csatolás: II/I, III/I, III/II, I/P, II/P, III/P
  - Szuboktáv csatolás: II/I, III/I, III/II
  - Szuperoktáv csatolás: II/I, III/I, III/II

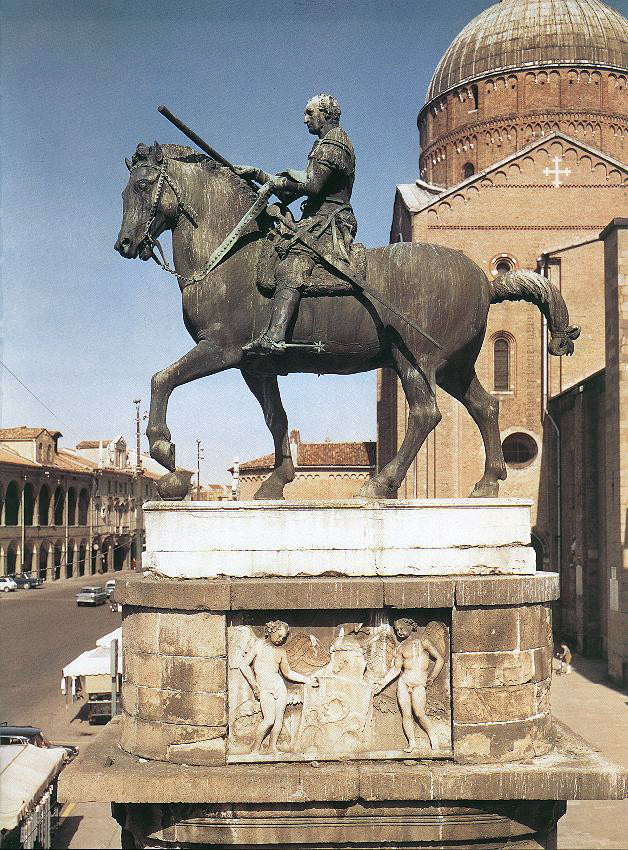
Gattamelata lovas szobra

  - Dallamcsatolás: III/I, III/II

## Fordítás
- Ez a szócikk részben vagy egészben  a   Basilika_des_Heiligen_Antonius_(Padua) című német Wikipédia-szócikk ezen változatának fordításán alapul.  Az eredeti cikk szerkesztőit annak laptörténete sorolja fel. Ez a jelzés csupán a megfogalmazás eredetét és a szerzői jogokat jelzi, nem szolgál a cikkben szereplő információk forrásmegjelöléseként.